# La Croix-Saint-Leufroy
La Croix-Saint-Leufroy è un ex comune francese di 1 107 abitanti situato nel dipartimento dell'Eure nella regione della Normandia. Il 1º gennaio 2016 è stato fuso con i due comuni di Écardenville-sur-Eure e Fontaine-Heudebourg per formare il nuovo comune di Clef Vallée d'Eure, di cui è comune delegato.

## Società

### Evoluzione demografica
Abitanti censiti